# Surrey (comté)
Pour les articles homonymes, voir Surrey.
Le Surrey est un comté du sud-est de l'Angleterre, situé au sud du Grand Londres. Il fait partie des Home Counties et avoisine le Kent, le Sussex de l'Est, le Sussex de l'Ouest, le Hampshire et le Berkshire.

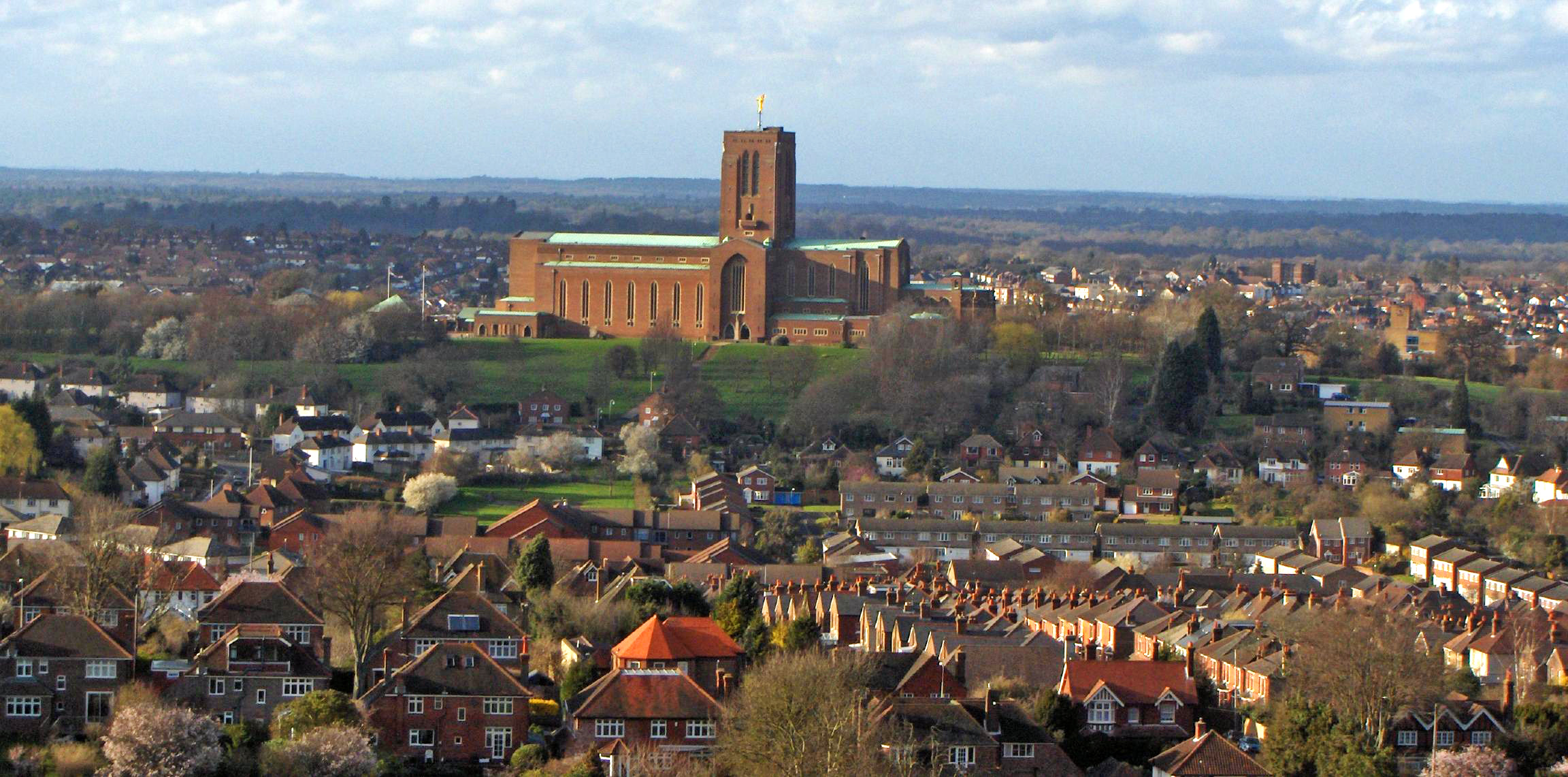
Guildford et la cathédrale de Surrey

## Géographie
Sa capitale traditionnelle est la ville de Guildford, bien que le conseil de comté actuel se trouve à Reigate (se trouvait à Kingston upon Thames jusqu'à 2020). Assez densément peuplé avec 664 habitants au kilomètre carré, il compte plus d'un million d'habitants.
Le comté est divisé en 11 arrondissements ou districts, dont la plupart des autorités sont dominées par le parti conservateur et se nomment Boroughs qui comporte que leurs villes sont plus nombreuses que leur villages. Un grand nombre de résidents du Surrey travaillent à Londres.
Aujourd'hui comté le plus boisé de Grande-Bretagne, le Surrey est compris en grande partie dans la ceinture verte métropolitaine. Sa géographie est également caractérisée par ses collines calcaires des North Downs autant que celles immédiatement au sud, les collines verdoyantes qui sont plus étroites vers l'est. Les North Downs séparent une grande tranche au nord-ouest du reste et elles sont abruptement bridées par la Mole et la Wey, cette dernière au cœur de Guildford. Elle était bordée au nord par la Tamise, ce qui traverse aujourd'hui le nord-ouest du comté. La rive gauche incluse est pratiquement plate et comprend notamment trois réservoirs et l'un des quatre hippodromes dans le comté. En 2013, il contenait 141 terrains de golf, y compris le site de compétition internationale Wentworth qui avoisine Virginia Water Lake.
Le comté compte plusieurs pâturages communaux peu pâturé par le bétail, ainsi que des nombreux sentiers publics, notamment le North Downs Way en haut et le Thames Path en bas. Son point culminant est Leith Hill (en), près de Dorking, à 295 mètres au-dessus du niveau de la mer. Sur les deux autres côtés de cette ville, Box Hill et Denbies Hillside se distinguent par une course cycliste annuelle le « London-Surrey classique », qui commence à Londres et au vignoble, respectivement.

### Subdivisions

Carte des subdivisions du Surrey.

Le Surrey est subdivisé en onze districts.
| No | Nom                  | Chef-lieu           | Superficie (km2) | Population (est. 2011) |
| -- | -------------------- | ------------------- | ---------------- | ---------------------- |
| 1  | Spelthorne           | Staines-upon-Thames | 51,2             | 95 900                 |
| 2  | Runnymede            | Addlestone          | 78,0             | 80 500                 |
| 3  | Surrey Heath         | Camberley           | 95,1             | 86 400                 |
| 4  | Woking               | Woking              | 63,6             | 99 500                 |
| 5  | Elmbridge            | Esher               | 96,3             | 131 400                |
| 6  | Guildford            | Guildford           | 270,9            | 137 600                |
| 7  | Waverley             | Godalming           | 345,2            | 121 800                |
| 8  | Mole Valley          | Dorking             | 258,3            | 85 600                 |
| 9  | Epsom and Ewell      | Epsom               | 34,1             | 75 200                 |
| 10 | Reigate and Banstead | Reigate             | 129,1            | 138 400                |
| 11 | Tandridge            | Oxted               | 248,2            | 83 200                 |

### Transports
Le Surrey a un réseau de transport routier très développé, fondé sur trois autoroutes principales (la M25, le périphérique du Grand Londres, la M3, allant de la capitale jusqu’à la ville côtière de Southampton et la M23, qui relie le comté au West Sussex dans le Sud). Le comté est également desservi par plusieurs lignes ferroviaires, notamment de Guildford, Woking et Redhill vers Londres. Les entreprises de transports publics Southern Trains et South West Trains gèrent les chemins de fer de Surrey. Le comté n'a aucun aéroport propre sur son territoire, bien que les aéroports internationaux de Gatwick et de Heathrow soient proches et situés dans des comtés avoisinants.

## Politique
Le Surrey comprend onze circonscriptions électorales :
| Nom | Nom                     | Nombre d'électeurs (2010) | Député                              |
| --- | ----------------------- | ------------------------- | ----------------------------------- |
|     | East Surrey             | 74 786                    | Sam Gyimah (Parti conservateur)     |
|     | Epsom and Ewell         | 72 866                    | Chris Grayling (Parti conservateur) |
|     | Esher and Walton        | 74 052                    | Dominic Raab (Parti conservateur)   |
|     | Guildford               | 74 987                    | Anne Milton (Parti conservateur)    |
|     | Mole Valley             | 69 093                    | Paul Beresford (Parti conservateur) |
|     | Reigate                 | 67 432                    | Crispin Blunt (Parti conservateur)  |
|     | Runnymede and Weybridge | 73 357                    | Philip Hammond (Parti conservateur) |
|     | South West Surrey       | 75 107                    | Jeremy Hunt (Parti conservateur)    |
|     | Spelthorne              | 69 291                    | Kwasi Kwarteng (Parti conservateur) |
|     | Surrey Heath            | 75 454                    | Michael Gove (Parti conservateur)   |
|     | Woking                  | 71 260                    | Jonathan Lord (Parti conservateur)  |

## Histoire
La Préhistoire a laissé un grand nombre de sites et d'objets.

### Antiquité
La région couverte aujourd'hui par le comté de Surrey apparaît aussi selon les témoignages de l'Antiquité. La contrée est placée sous la domination de la tribu celte des Segontiaci, avant qu'ils ne soient assujettis aux Atrébates. En 42, ce dernier peuple est vaincu par les puissants Catuvellauni, dont les réunions politiques siègent dans l'actuelle ville de Colchester dans l'Essex actuel. L'année suivante, l'armée romaine de l'empereur Claude – en particulier avec l'aide d'auxiliaires atrébates et bataves – envahit l'île de Bretagne. Dans l'actuel Surrey, la civilisation brittonique  romaine a laissé de multiples traces archéologiques : les autorités romaines reconstruisent et rectifient la voie de Stane Street, qui traverse le comté, ainsi qu'un temple au hameau de Farley Green (en). Après le retrait des forces romaines en 410, le Surrey fait nominalement partie de la province Britannia Prima, bien qu'en réalité les héritiers des Atrébates et de leurs alliés, sous le contrôle de fonctionnaires romains rivaux, en reprennent le contrôle. Dans une grande confusion politique, les guerres civiles entre cités reprennent. Mais les auxiliaires saxons, initialement chargés de contrôler les rivages au IIIe siècle avant d'être enrôlés et impliqués dans les guerres civiles des divers grandes familles d'administrateurs, finissent par restaurer un équilibre politique, en appelant en renfort leurs cousins du continent.

### Moyen Âge
Néanmoins, au début de l'ère anglo-saxonne, dans les dernières décennies du Ve siècle, le Surrey actuel serait une région peu peuplée et presque entièrement boisée. Après 480, les très modestes groupes leaders que les historiographes médiévaux nomment abusivement tribus saxonnes, fondent un petit royaume dans le Nord et l'Est du comté actuel. Ils le nomment en langue latine sudh rici ou suth rici, qui signifie « royaume » ou « gouvernement du sud », c'est ce terme qui évolue en Suðrigean puis en Surrey. La désignation Suðrigean, mot vieil anglais à l'origine du nom Surrey, n'apparaît dans la Chronique anglo-saxonne qu'en 836. Il faut noter que c'est son annexion par le royaume de Wessex après le milieu du IXe siècle qui institue le premier comté homonyme, ce qui pérennise ainsi le nom.
Mais de nombreux adversaires s'érigent face aux petits groupes des élites saxonnes et surtout brittoniques et romaines, ces dernières germanisées à la fois superficiellement et volontairement. Le pouvoir local conserve au mieux les relations avec les derniers domaines agricoles nourriciers et pourvoyeurs d'objets d'équipement pour les soldats, vastes domaines structurés en fundi, où la plèbe est déjà chrétienne depuis le IVe siècle. Grâce à une trêve avec les Jutes occupants les terres orientales, leurs modestes avancées s'arrêtent net. Plus tard, en 550, ils conquièrent l'ouest du comté actuelle du Surrey. Dix-huit ans plus tard, la frontière avec le Kent au sud est déterminée et marquée par un fossé superficiel, frontière préservée plus tard par la mémoire paysanne.
Les Saxons du Sud se soumettent à l'autorité du royaume angle de Mercie en 661, et toute l'administration de la région est officiellement convertie au christianisme en 675 avec le baptême du vice-roi, Frithuwold (en), et de son fils et héritier. Renonçant au contrôle du royaume mercien en 685, le petit royaume plaide allégeance au royaume de Wessex. Il règle sa frontière avec ces derniers Saxons de l'Ouest en 690 et cède les « territoires tribaux » des Sonningas et des Basingas respectivement aux comtés de Berkshire et de Hampshire. Avant 865, le puissant royaume de Wessex annexe le territoire du Surrey et le transforme en shire comme les autres comtés du royaume. En même temps, plusieurs batailles capitales entre les Ænglecynn et les Danois souhaitant élargir le territoire soumis au Danegeld s'y déroulent, notamment à Ockley en 851 et à Farnham en 894.
Après le décès du roi Alfred le Grand de Wessex en 899, son fils Édouard l'Ancien se fait couronner à Kingston upon Thames dans le Surrey. Il inaugure ainsi une tradition qui persiste jusqu'à 1013, quand Sven le Premier s'installe à Gainsborough dans le Lincolnshire. Dans l'année 1011, une grande armée danoise – menée par Knut le Grand – occupent le comté avant qu'ils arrivent à établir leur dominion sur la totalité du territoire anglais. Quand Knut meurt en 1035, sa mort provoque une crise de succession entre les Anglo-Saxons et les Danois. Alfred Ætheling, prince de Wessex en exil en Normandie, retourne vers l'Angleterre avec une armée de mercenaires, espérant reconquérir le pays. Près de Guildford à Surrey, il est trahi par Godwin, comte de Wessex, qui tue le prince et la plupart de ses partisans; il s'agit de la dernière bataille dans le comté avant l'invasion normande de 1066.
Après la conquête du royaume d'Angleterre par Guillaume le Conquérant et ses nombreux alliés féodaux de la France de l'Ouest, le roi Guillaume le Roux confère le titre de « comte de Surrey » à Guillaume de Warenne en récompense de sa loyauté durant la rébellion qui suit le décès du Conquérant, en 1087.
Le comté est aussi célèbre à cause de la signature de la Magna Carta à Runnymede, dans le nord du Surrey, en 1215. L'année suivante, le château à Guildford est pris par l'armée de Louis, fils aîné du roi de France, en route vers Londres. Les informations sur le comté pendant les siècles ultérieurs du Moyen Âge sont assez rares ; les monastères de Surrey – notamment à Chertsey, Waverley, Newark (en) et Merton – où la plupart des sources écrites a pu être amassée, ont été démembrés lors de la dissolution des monastères en 1538 et les bouleversements religieux de la Réformation qui ont suivi, ont dispersé leurs archives.

### Époque moderne et contemporaine
Depuis la fin du XVIIIe siècle, l'administration territoriale de Surrey est dirigée depuis Newington, laissant à Guilford ou Guildford le prestige suranné de capitale officielle du comté.
Au début du XIXe siècle, le comté de Surrey est encore séparé au nord par la Tamise des comtés de Middlesex et de Buckingham. Il est placé entre les comtés de Sussex au sud, le comté de Kent à l'est et les comtés de Hants et de Berks à l'ouest. En 1860, le comté étendu sur 197 304 ha compte déjà 830 635 habitants lors du recensement des années 1860, les principales villes du comté sont alors Kingston, Croydon, Epsom et Dorking. Les quatre cinquièmes des terres portent des cultures, l'agriculture reste traditionnelle et assez peu productive du fait de la médiocrité des terres cultivées. Toutefois le sol est beaucoup plus fertile au nord, il existe à proximité des villes du comté et surtout de l'agglomération urbaine de Londres de nombreux jardins maraîchers. Mais depuis plusieurs décennies, les faubourgs de Londres s'accroissent par l'effet du transport sur rail et du chemin de fer. Ainsi, en 1870, Lambeth et Southwark font déjà partie des faubourgs de Londres. L'industrie s'est surtout installée dans la partie du comté de Surrey formant le proche voisinage de Londres. Il existe des fabriques d'amidon, de vinaigre, de tabac, de poudres à tirer, ainsi des manufactures textiles, pratiquant l'impression d'indiennes.
La plus grande réforme administrative du comté a lieu en 1888, quand le gouvernement britannique se met à réorganiser de façon démocratique l'administration territoriale de Grande-Bretagne et à supprimer l'ancienne justice traditionnelle. Le Local Government Act 1888 forme l'actuel comté de Surrey, dont le conseil de comté est convoqué pour la première fois en 1889. Cette loi modifie aussi les frontières de l'ancien comté, faisant de l'ancienne partie nord-est du Surrey urbanisée une nouvelle partie du comté de Londres. Aujourd'hui, cette entité annexée se dénomme les boroughs de Lambeth, Southwark et Wandsworth. En même temps, la belle ville de Croydon devient une autorité locale indépendante de conseil du comté de Surrey. Néanmoins, d'une façon cérémoniale, Croydon et Surrey ne forment qu'un comté unifié possédant un seul Lord Lieutenant et High Sheriff.
Les profondes réformes de 1888 font disparaître jusqu'à la capitale Newington qui passe sous l'autorité du nouveau comté de Londres. Mais l'urbanisation londonienne galopante jusqu'aux premières décennies du XXe siècle fait de la nouvelle capitale administrative, Kingston upon Thames, une simple banlieue de la capitale britannique. Néanmoins, la ville continue officiellement à faire partie du comté du Surrey jusqu'en 1965, date fatidique où le gouvernement national initie le  « Grand Londres ». La même remarque s'applique aux villes et villages qui forment maintenant les boroughs  londoniens de Croydon, Kingston upon Thames, Merton et Sutton, ainsi que Richmond upon Thames au sud de la Tamise. Mais il faut ajouter, que, en compensation simultanée, une petite partie du territoire du comté de Middlesex supprimé, est ajoutée au comté de Surrey, c'est l'actuel district de Spelthorne.
Les frontières du comté n'ont plus changé ensuite que de façon mineure, à l'exception de l'aéroport de Gatwick qui fait partie de Sussex de l'Ouest depuis 1974.
Le premier cas de fièvre aphteuse en Grande-Bretagne depuis 2001 a été découvert à Guildford en 2007.
En 2020, après avoir abandonné les plans de transferrer à Woking, le conseil du comté de Surrey a décidé de transferrer son quartier général au loin de Kingston upon Thames à Reigate.

## Le Surrey dans la fiction
- Lara Croft, l'héroïne de Tomb Raider, habite le Manoir des croft dans le Surrey.
- J.K. Rowling a placé une grande partie de l'intrigue de la série Harry Potter dans le Surrey en y faisant vivre la famille Dursley.
- Jane Austen (d. 1817) a mis une excursion d'Emma en plein air à Box Hill où tout le monde expérimente un « éclat d'admiration ».
- L'action de la sitcom britannique Miranda se situe dans le Surrey.
- Une partie du film The Holiday se déroule dans le cottage d'Iris, dans le Surrey.
- Une partie de l'action du roman de science-fiction La Guerre des mondes de H.G. Wells se déroule dans le Surrey, où l'auteur a vécu, puisque c'est là qu'atterrissent les envahisseurs martiens.

## Personnalités liées au comté
- Nora Chesson (1871-1906) poète britannique ;
- Felicia Browne (1904-1936), artiste du Surrey dont les œuvres sont conservées au Tate, première Britannique à être tombée durant la guerre d'Espagne ;
- Maria Josep Colomer i Luque (1913 - 2004, dans le comté), pionnière de l'aviation espagnole ;
- Sean Lock (1963-2021), humoriste britannique ;
- Andrew Ridgeley (1963-), chanteur et guitariste britannique ;
- Julia Ormond (1965-), actrice britannique ;
- Disclosure (1991/1994 - ) groupe de musique électronique originaire de Reigate, constitué des frères Guy Lawrence et Howard Lawrence ;
- Roger Waters (né en 1943), bassiste du groupe britannique Pink Floyd.
- Eric Clapton (né en 1945) guitariste au sein des groupes britanniques Yardbirds et Cream notamment.
- Lily James (née en 1989), actrice et mannequin britannique.